# Depp v. Heard
Depp v. Heard är en amerikansk dokumentärserie som hade premiär den 16 augusti 2023 på strömningstjänsten Netflix och består av tre avsnitt. Serien är regisserad av Emma Cooper.

## Handling
Dokumentärserien kretsar kring den i media uppmärksammade förtalsrättegången mellan Johnny Depp och Amber Heard. Serien baseras till stora delar på det livesända material som visades under rättegången i Virginia som avslutades i juni 2022.

## Medverkande
- Johnny Depp
- Amber Heard